# With!!
『with!!』（ウィズ）は、斎藤けんによる日本の漫画作品。『LaLa』（白泉社）2006年2月号から2007年1月号まで連載の後、掲載誌を移し、『LaLa DX』（同）2008年3月号から2009年7月号まで連載した。単行本は全4巻。本作は斎藤が『LaLa DX』で『花の名前』を連載している時に、並行して『LaLa』で連載が開始された作品である。

## あらすじ
賀茂口真砂は顔も成績も運動もいつも「普通」。一方、真砂の兄の司朗は頭が良く、スポーツ万能で自他共に認める天才少年。ところが鳩高の文化祭を1週間後に控えたある日、車に轢かれそうになった真砂を庇って司朗が事故死してしまう。その直後から真砂の体にある異変が起こる。

## 登場人物
賀茂口 真砂（かもぐち まさご）
主人公で鳩高の1年生。顔も成績の運動もいつも“普通”の女の子。傍に全てにおいて完璧な兄の司朗が居るため、「普通」と言われることがコンプレックスだった。司朗が死んだ直後から体にある異変が表れる。
賀茂口 司朗（かもぐち しろう）
真砂の兄で鳩高のカリスマ生徒会長。2年生。頭が良くて運動も出来る、自他共に認める天才少年。ところがある日、車に轢かれそうになった真砂を庇って事故死してしまう。超シスコン。鳩高四天王の1人。
黒馬 八坂（くろうま やさか）
鳩高の生徒会･副会長。司朗の親友。鳩高四天王の1人。
睦 猿彦（くが さるひこ）
蝶高（男子高）の不良。小学校時代、司朗と一緒にサッカーをやっておりお互いに天才と呼ばれていた。海外遠征の選抜の試合では睦が選ばれたが、「納得いかない」と逆上して司朗に大ケガを負わせる。それ以来サッカーを辞めてしまう。
西園寺 歌麿（さいおんじ うたまろ）
蝶高1年。自称「歌くん」。
鹿内 時也（しかない ときや）
蝶高1年。自称「時くん」。
神 尚史（じん たかし）
鳩高生徒会・議長。鳩高四天王の1人。
鷺沼 美登利（さぎぬま みどり）
鳩高生徒会の書記にして会計。司郎のことが好き。鳩高四天王の1人。

## 制作背景
本作の主要な登場人物は、斎藤が高校生のころに考案されていた。『LaLa DX』で『花の名前』を連載していた斎藤は、当時の担当編集者と『LaLa』本誌での連載を目標としていた。担当編集者に「連載を狙えるアイデア」を尋ねられた斎藤は、「『別れ』を描きたくて考えた」という本作の案を出した。集中連載が決定し、斎藤は喜んだが、私生活が多忙であったこともあり、「行き倒れるように床で寝て」いたほど時間不足な状況で描かれていた。
ストーリーの展開について、「打ち切りと復活を何度か繰り返した」ため、「思い通りと言い切ること」はできないが、「全体的な流れは概ね構想どおりに描くことができた」という。本作で描きたかったのは「本当に兄が乗り移っているのか、真砂の自作自演なのか、傍から見てわからない不安感」であるため、それが描けたことが「うれしかった」と斎藤は話している。

## 書誌情報
- 斎藤けん 『with!!』 白泉社〈花とゆめコミックス〉、全4巻
  1. 2006年7月初版発行[2]（7月5日発売）、ISBN 4-592-18206-5
    - 「桐島亭の魔法」（『LaLa』2005年7月号掲載）を併録

  2. 2007年3月初版発行[3]（3月5日発売）、ISBN 978-4-592-18207-8
  3. 2009年4月初版発行[4]（4月3日発売）、ISBN 978-4-592-18215-3
  4. 2009年8月初版発行[5]（8月5日発売）、ISBN 978-4-592-18330-3
    - 「猫とヨーコと俺で家」（『LaLa』2008年10月号掲載）を併録